# Kuala Pilah
Kuala Pilah es una ciudad y distrito en Negeri Sembilan, Malasia.
La ciudad Kuala Pilah  en sí es una parada principal de las rutas de transporte. Cuenta con una importante comunidad china que ha existido desde la época minera durante la dominación británica temprana.

## Ubicación
Se sitúa a 77 km de Kuala Lumpur, la capital del país, y a 93 m s. n. m.

## Clima
Kuala Pilah cuenta con veranos cálidos e inviernos cortos y calurosos. Está nublado durante la mayor parte del año.

## Demografía
Kuala Pilah cuenta con 18 040 habitantes y es la principal localidad de su distrito.

## Urbanismo
Se sitúa en un valle. Sus edificaciones principales son edificios que sirven a la vez como negocios y como residencia de los comerciantes. Esta estructura es típica del sudeste asiático. Estas construcciones siguen al frente de las principales calles, rodeadas por casas de estilo tradicional malayo y construidas sobre pilotes entre los campos amplios de arroz.

## Patrimonio
En la calle principal hay  un arco de estilo chino dedicado a Martin Lister, que fue el primer residente británico de Negeri Sembilan, en conmemoración de su esfuerzo en poner fin al conflicto  violento entre las sociedades secretas chinas y luego  entre la población china migrante. Lister fue asesinado por sus enemigos en las colinas cercanas a Ulu Bedul.